# Wilkanowo (województwo mazowieckie)
Wilkanowo – wieś sołecka w Polsce położona w województwie mazowieckim, w powiecie płockim, w gminie Mała Wieś.
Wieś szlachecka położona była w drugiej połowie XVI wieku w ziemi wyszogrodzkiej. Do 1948 roku miejscowość była siedzibą gminy Święcice. W latach 1975–1998 miejscowość należała administracyjnie do województwa płockiego.
Dawniej część dóbr Nakwasin. 

## Zabytki
- Na północ od miejscowości w miejscu nazywanym Okop, zachowały się ślady gródka rycerskiego z okresu średniowiecza. Prowadzono na nim wstępne sondaże archeologiczne.